# Le Restaurant aux nombreuses commandes
 (octobre 2024).
La mise en forme du texte ne suit pas les recommandations de Wikipédia : il faut le « wikifier ».
Les points d'amélioration suivants sont les cas les plus fréquents. Le détail des points à revoir est peut-être précisé sur la page de discussion.
- Les titres sont pré-formatés par le logiciel. Ils ne sont ni en capitales, ni en gras.
- Le texte ne doit pas être écrit en capitales (les noms de famille non plus), ni en gras, ni en italique, ni en « petit »…
- Le gras n'est utilisé que pour surligner le titre de l'article dans l'introduction, une seule fois.
- L'italique est rarement utilisé : mots en langue étrangère, titres d'œuvres, noms de bateaux, etc.
- Les citations ne sont pas en italique mais en corps de texte normal. Elles sont entourées par des guillemets français : « et ».
- Les listes à puces sont à éviter, des paragraphes rédigés étant largement préférés. Les tableaux sont à réserver à la présentation de données structurées (résultats, etc.).
- Les appels de note de bas de page (petits chiffres en exposant, introduits par l'outil «  Source ») sont à placer entre la fin de phrase et le point final[comme ça].
- Les liens internes (vers d'autres articles de Wikipédia) sont à choisir avec parcimonie. Créez des liens vers des articles approfondissant le sujet. Les termes génériques sans rapport avec le sujet sont à éviter, ainsi que les répétitions de liens vers un même terme.
- Les liens externes sont à placer uniquement dans une section « Liens externes », à la fin de l'article. Ces liens sont à choisir avec parcimonie suivant les règles définies. Si un lien sert de source à l'article, son insertion dans le texte est à faire par les notes de bas de page.
- La présentation des références doit suivre les conventions bibliographiques. Il est recommandé d'utiliser les modèles {{Ouvrage}}, {{Chapitre}}, {{Article}}, {{Lien web}} et/ou {{Bibliographie}}. Le mode d'édition visuel peut mettre en forme automatiquement les références.
- Insérer une infobox (cadre d'informations à droite) n'est pas obligatoire pour parachever la mise en page.

Pour une aide détaillée, merci de consulter Aide:Wikification.
Si vous pensez que ces points ont été résolus, vous pouvez retirer ce bandeau et améliorer la mise en forme d'un autre article.
Le Restaurant aux nombreuses commandes (注文の多い料理店, Chūmon no ōi ryōriten ; The Restaurant of Many Orders) est une nouvelle de l'auteur japonais Kenji Miyazawa.

## Synopsis
Deux hommes habillés dans un style occidental partent à la chasse dans les bois, accompagnés de deux chiens et d'un guide. Après un jour de chasse sans succès, ils se retrouvent séparés de leur guide et de leurs chiens, morts subitement. Alors que les deux hommes se lamentent sur leurs pertes et avancent péniblement dans la forêt, ils tombent soudainement sur une grande maison occidentale avec un panneau indiquant "Restaurant Wildcat House - Cuisine à l'Occidentale". Les deux comparses affamés, bien que déstabilisés, entrent dans le restaurant et font ensuite face à une série de portes qui s'ouvrent devant eux et se ferment après leur passage. Chaque porte est précédée d'un panneau dont les premiers affichent des messages à double sens de bienvenue. Les messieurs interprètent ces panneaux, s'excusant des "nombreuses commandes" du restaurant, comme indiquant la popularité et la qualité du restaurant. Les panneaux suivants affichent ensuite des commandes (le japonais 注文 chūmon ayant le même double sens que le français "commande") ordonnant aux hommes de se déshabiller et de se frotter avec des substances étranges. Pendant ce temps, alors que leur appétit s’accroit, les deux hommes partagent leur excitation à propos de l'incroyable nourriture que devait proposer un restaurant avec des demandes si exigeantes.
Enfin, les chasseurs réalisèrent qu'ils ne pouvaient plus revenir sur leurs pas et qu'ils allaient être dévorés par le propriétaire des lieux s'ils franchissaient la dernière porte. Grâce à un deus ex machina, leurs deux chiens précédemment décédés reviennent pour se battre contre les démons qui les attendaient et le restaurant disparu finalement dans la brume. Les deux hommes parviennent ensuite à rejoindre leur guide et à retourner à Tokyo, traumatisés par l'histoire qu'ils venaient de vivre.

## Films
- 1958 : Chūmon no ōi ryōriten (animation de marionnettes)
- 2012 : Chūmon no ōi ryōriten (dans Bungo sasayaka na yokubo)

## Animation
Le court métrage d'animation Chūmon no ōi ryōriten sorti au Japon en 1991 remporta le prix Noburō Ōfuji parmi les recompenses Mainichi.